# Theillement
Theillement är en kommun i departementet Eure i regionen Normandie i norra Frankrike. Kommunen ligger i kantonen Bourgtheroulde-Infreville som tillhör arrondissementet Bernay. År 2018 hade Theillement 426 invånare.

## Befolkningsutveckling
Antalet invånare i kommunen Theillement
Referens:INSEE